# Architettura megalitica del Lazio
L'architettura megalitica del Lazio è un insieme archeologico di costruzioni protostoriche, terrazzamenti e realizzazioni difensive presenti nel territorio corrispondente grosso modo alla regione romana del Latium vetus realizzati a secco, con enormi blocchi di roccia calcarea. Per la loro grandiosità, tali realizzazioni furono attribuite in epoca storica ai mitici ciclopi - e furono perciò dette “ciclopiche” - o ad uno dei popoli pre-indoeuropei collettivamente chiamati Pelasgi - definendole anche “pelasgiche” - ma il nome più appropriato è quello di “megalitiche”, dal greco: “grandi pietre”. La loro edificazione viene fatta risalire ad un'epoca incerta della Cultura laziale (X - VI secolo a.C.).

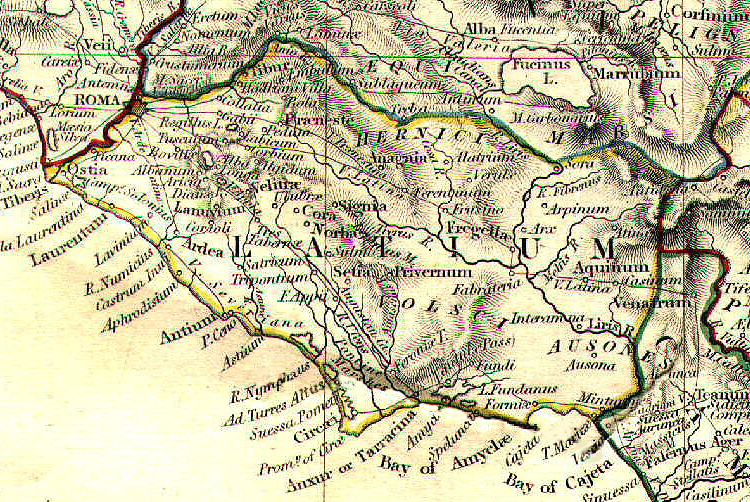
Latium

## Storicità e datazione
La databilità delle costruzioni megalitiche è stata oggetto in passato a dibattiti e scontri senza che si sia riuscito a raggiungere un parere unanime. Nel 1801 si interessò del caso l'erudito francese Petit-Radel, proponendo per la prima volta la natura pelasgica delle mura. Tale supposizione, oltre a connotare le costruzioni in termini strettamente militare, ne collocava la fondazione nel X secolo a.C. Le indicazioni di Radel, da alcuni considerate approssimative e fantasiose, accesero negli animi il desiderio di determinare la genesi delle opere poligonali sia in Italia che in Francia e in Europa.
Negli anni 1856–1877 escono i cinque volumi delle Passeggiate in Italia di Ferdinand Gregorovius che, nel corso del suo Grand Tour per la penisola italiana, visitò il Lazio. Benché Gregorovius non azzardi una datazione e si limiti alla descrizione estetica delle mura, la sua opera è significativa come indice del grande interesse che in Europa stavano ricevendo le opere megalitiche.
Ai primi del '900 risale l'azione del Governo Italiano che, tramite il Ministero della pubblica istruzione organizza una campagna di scavi presso Norma. La stratigrafia della città, studiata sotto la guida di Luigi Pigorini sembrò datare quelle mura intorno al IV secolo a.C. e autorizzò gli archeologi dell'epoca ad attribuirle alla colonia latina, fondata nel 492 a.C.. Alcuni decenni più tardi Filippo Coarelli, però, affermò che “per quanto riguarda il Lazio, l'opera poligonale è utilizzata indifferentemente tanto dalle popolazioni italiche prima della romanizzazione, quanto dagli stessi Romani nelle loro fondazioni coloniali e successivamente non solo nelle grandi cinte murarie e nei basamenti dei santuari, ma anche in sostruzioni di ville, in viadotti, in ponti”. In epoca preromana, le popolazioni italiche del Lazio erano i Volsci, gli Ernici e gli Aurunci e di cui non è stata ancora esattamente individuata la differenziazione etnica.
Verso la metà del XX secolo, Giuseppe Lugli definì “opera poligonale” la tecnica di realizzazione delle costruzioni megalitiche e propose una catalogazione in base alla quale si possono riconoscere quattro maniere costruttive. Nella prima e nella seconda maniera sono catalogate le opere realizzate sovrapponendo puramente e semplicemente i blocchi di pietra grezzi o appena sbozzati. La seconda maniera si differenzia dalla prima per l'inserimento di zeppe o di pietre più piccole tra un interstizio e l'altro e, in alcuni casi, per un primo tentativo di levigatura dei piani esterni. Il vero salto di qualità si consegue con la terza maniera. In essa i blocchi hanno le forme perfettamente geometriche di veri e propri poligoni. Le superfici esterne delle fortificazioni sono perfettamente levigate e, quelle di posa, assolutamente combacianti. Con la quarta maniera, i blocchi prendono forma di parallelepipedi quadrangolari, non sempre perfettamente levigati all'esterno e combacianti con minor cura. Numerosi, tuttavia, risultano gli esempi di commistione tra la seconda e la quarta maniera.
La ricerca archeologica successiva ha ritenuto che l'opera poligonale possa risalire alla fine del VII secolo a.C. mentre molte altre costruzioni di questo tipo, possono essere datate alla fine dell'VI secolo a.C. e tutto il periodo repubblicano.
Il riferimento cronologico per ognuna delle maniere così identificate è comunque tuttora aleatorio. Ciò poiché anche gli archeologi che, in passato, basandosi sui risultati di sporadici scavi, avevano sposato datazioni basse dei reperti murari (ad es. il De Rossi) hanno recentemente dovuto ammettere la relatività delle loro cronologie. Più affidabile, per l'assegnazione di una datazione di riferimento, sembrerebbe il criterio di coerenza tra la tipologia architettonica delle costruzioni e il loro contesto storico, per quanto parzialmente oscuro.
È quindi ipotizzabile che le prime due maniere possano essere attribuite all'azione delle popolazioni italiche locali, comunque denominate, in epoca precedente alla romanizzazione, forse ancora in età protostorica, probabilmente quella del ferro; potrebbero essere fatti salvi gli esempi di commistione tra la seconda e la quarta maniera, ove è possibile un'influenza delle maestranze etrusche già operanti a Roselle, Amelia e in altri siti e, quindi, databili in epoca storica, ma difficilmente oltre il 474 a.C. (data della sconfitta etrusca contro i Greci, nelle acque di Cuma).
L'introduzione della terza maniera è stata ipotizzata dall'archeologo Filippo Coarelli come il frutto della collaborazione di maestranze itineranti di origine greca; lo studioso, infatti, ha riscontrato un'oggettiva identità della loro conformazione sia con quella del muro di contenimento del Tempio di Apollo a Delfi, che con quelle dell'acropoli della colonia di Elea, nel Cilento, entrambe risalenti al VI secolo a.C. Tale collaborazione dovrebbe aver prodotto la diffusione presso le popolazioni locali della cultura e della preparazione tecnologica per la realizzazione delle fortezze architettonicamente più apprezzate, giacché il tempo di realizzazione di mura di quella dimensione e lunghezza (venti - trent'anni) non sono compatibili con la caratteristica di élite “itinerante” dei diffusori della tecnologia più perfezionata. Anche il De Rossi ha recentemente ammesso la presenza di opera poligonale “di pregevole fattura” in contesti coloniali greci della Sicilia e dell'area campana.
I Greci italioti potrebbero aver supportato le popolazioni del Lazio, nella realizzazione di tali opere difensive nel periodo dell'insediamento di una o più dinastie etrusche a Roma (i Tarquini); ciò al fine di evitare il ricongiungimento territoriale degli etruschi d'oltre Tevere con i loro connazionali già stanziati in Campania, che già rappresentavano un pericolo mortale per le colonie greche di Cuma, Napoli e Pozzuoli. In base al criterio di coerenza con il contesto storico, si potrebbe, quindi, datare alla seconda metà del VI secolo, sino alle conquiste romana e sannita dei territori, la terza maniera di realizzazione delle cinte murarie.
La quarta maniera rappresenterebbe, per certi versi, un passo indietro, sotto il profilo tecnologico ma lascia dedurre una maggior organizzazione del lavoro: i blocchi, infatti – nella maggior parte dei casi – erano già lavorati in cava, e poi posati in opera in situ. Poiché il prodotto finito si differenzia dalle mura romane in opera quadrata solo per il materiale (calcareo anziché tufaceo), la quarta maniera potrebbe essere considerata una tecnica edilizia prettamente romana. Pochi sono, tuttavia, gli esempi di realizzazioni nella quarta maniera: tra essi si distinguono, in particolare, gli “arcazzi” di Anagni e l'acropoli di Ferentino.

## Siti principali
- Norma: l'area archeologica conserva notevoli resti della cinta muraria, in opera poligonale, con quattro porte che gli scavi stratigrafici hanno datato al IV secolo a.C..

Nonostante che Livio citi l'invio, intorno al 490 a.C., di una colonia romana a Norma (allora detta: Norba), sembra difficile che questa roccaforte tra i monti non sia stata rioccupata dai volsci, almeno per tutto il V secolo e gran parte del IV. Il primo nucleo di abitanti dovette provenire da un insediamento dell'età del ferro, sito sul vicino Monte Carbolino, sopra l'attuale Abbazia di Valvisciolo, ove sono emersi i resti di alcuni poderosi contrafforti artificiali in prima e seconda maniera, databili tra gli ultimi decenni dell'VIII sec. a.C. e i primi del VI secolo; tale è la datazione fornita dagli strati di ceramica immediatamente di sotto ai blocchi di calcare posati in opera. Intorno al VI secolo tale abitato sembra essere stato abbandonato e, alla fine del VI secolo, risalirebbero (secondo gli scavi stratigrafici effettuati all'inizio del secolo scorso) i basamenti dei poderosi templi delle acropoli minore e maggiore di Norba, realizzati in una maniera molto vicina alla quarta poligonale; le ricostruzioni computerizzate dei templi, visibili nel vicino Museo di Norma, sono in stile tuscanico e ciò sarebbe coerente con una supposta influenza delle maestranze etrusche nelle realizzazioni degli esempi di commistione tra la seconda e la quarta maniera dell'opera poligonale. Il circuito murario dell'antica città è pressoché intatto e misura 2.662 metri, includendo un'area di circa 38 ettari. La tecnica edilizia è quasi ovunque la terza maniera poligonale; Norba mostra, peraltro alcuni esempi anche più raffinati. La Porta maggiore dell'area archeologica, infatti, mostra un bastione semicircolare. Anche in altri punti della cinta sono visibili tali interessanti innovazioni. Tutto ciò ci fa supporre una datazione delle mura intorno al pieno V secolo a.C. in coerenza con la presenza volsca e un restauro della porta e di alcune parti delle stesse al IV secolo, in base alla datazione stratigrafica. Non essendo rinvenuti resti di architrave in nessuna delle porte norbane, è supponibile l'esistenza di trabeazioni lignee sugli stipiti delle quattro porte d'ingresso.
- Praeneste: era una delle città più estese dei latini.

Il suo circuito murario, lungo circa 4-4,5 chilometri, comprendeva anche l'attuale comune di Castel San Pietro Romano (l'acropoli), posto a 765 metri d'altezza; l'odierna Palestrina (450 m) costituiva la città bassa. Tale sistema difensivo, formato da enormi blocchi poligonali, di prima e seconda maniera, è uno dei più antichi della nostra penisola e sembra risalire al VII sec. a.C.. La base del Santuario della Fortuna Primigenia è posta su contrafforti artificiali realizzati in opera poligonale della terza maniera. Questi ultimi, quindi, sembrano di epoca più recente della cinta muraria (forse V o IV secolo a.C.).
- Alatri: è sicuramente il sito meglio conservato con la sua imponente Acropoli e la cinta muraria a difesa del nucleo cittadino.

L'impressionante cinta è lunga circa quattro chilometri e include un'area di 23 ettari. La fortificazione è posta a un'altitudine sul livello del mare che va da un minimo di 413 a un massimo di 485 metri. In essa si aprono sei porte di varia grandezza. Sull'acropoli, di forma quasi trapezoidale, le mura, in alcuni punti, sono alte 15 metri; furono realizzate a funzione di contrafforte di un'altura interna che raggiunge i 502 metri sul livello del mare; la sua fattura è uno degli esempi più perfetti della tecnica edilizia megalitica laziale: i blocchi, lunghi fino a quattro metri e alti anche più di due, combaciano perfettamente tra loro (terza maniera). L'ingresso sopra la fortificazione è consentito da due porte, cui si collega un passaggio sotterraneo, coperto da enormi monoliti. L'architrave della porta principale è lungo più di cinque metri, alto 1,60 e profondo 1,65; è ritenuto il più pesante megalite lavorato, in antichità, nella penisola italica. All'ingresso minore della struttura sono scolpiti tre falli, probabilmente a scopo rituale; il muro occidentale presenta tre grandi nicchie, detti “i santuari”, la cui funzione non è ancora chiara. Sullo spiazzo superiore dell'acropoli insiste tuttora un basamento quadrato di blocchi megalitici – probabilmente un altare primordiale – ove poggiava un tempio tuscanico (ricostruito nel giardino del Museo Nazionale di Valle Giulia in Roma); oggi vi si erge il Duomo di Alatri. La popolazione alla quale comunemente è attribuita la realizzazione dell'acropoli e della cinta muraria è quella degli Ernici; la sua datazione è ancora incerta ma fissata intorno al IV secolo a.C., per quanto riguarda la cinta muraria e a un secolo dopo, per quanto riguarda l'acropoli. La difficoltà di datazione è dovuta alle numerose fasi della costruzione, soprattutto per le mura esterne. L'archeologo Coarelli, al contrario, sostiene l'anteriorità dell'acropoli, rispetto al resto della fortificazione. Va detto che il materiale votivo, rinvenuto sul basamento templare di quest'ultima (V secolo a.C.), è precedente alle datazioni delle mura.
- Terracina (Anxur): resti notevoli si trovano sulla Via Appia Antica presso la monumentale Porta romana, che ingloba i blocchi megalitici delle originarie mura volsche[17].

Il recinto murario fu ricostruito in opera incerta nel I secolo a.C. dai Romani, all'epoca di Silla, e fu realizzato un collegamento con l'acropoli, dove sorge il Tempio di Giove Anxur; nell'alto medio evo, i bizantini lo riedificarono per la maggior parte di nuovo. I resti delle originarie mura volsche, pertanto, sono visibili solo in tratti estremamente ridotti.
- Arpino: il paese possiede un'acropoli separata dal centro urbano e la notevole presenza di un arco a sesto acuto in opera poligonale unico nel suo genere.

La città era situata su due alture collinose, divise, originariamente, da uno stretto vallone o crepaccio. Su esse furono edificate la “Civitavecchia” e la “Civita falconiera” che, forse, in epoca preistorica, erano due distinti villaggi. La “Civitavecchia”, posta a 616 metri, occupa la parte alta (acropoli) della più estesa delle due colline, forse mai interamente popolata nell'antichità. La parte bassa era probabilmente adibita a un primordiale mercato e, in seguito, divenne il foro cittadino. Le mura di Arpino, sembrerebbero il più antico esempio di fortificazione ciclopica del Lazio; un popolo non identificato, avo degli odierni arpinati, recinse entrambe le colline – collegandole tra loro – con una muraglia lunga circa tre chilometri (il circuito esatto non è stato ancora individuato con sicurezza, essendo in parte nascosto dalle abitazioni). Nei suoi tratti più antichi, la fortificazione potrebbe essere collocata in piena età del ferro (intorno al VII-VIII secolo a.C.). La tecnica edilizia, infatti, è completamente differente da quella delle altre più importanti città ciclopiche del basso Lazio: non vi sono ad Arpino quegli enormi poligoni di calcare, combacianti perfettamente tra loro, caratteristici della terza maniera dell'opera poligonale. I blocchi di cui è costituita, infatti, sono considerevolmente più piccoli di quelli della tecnica poligonale e appena sbozzati. Gli spazi tra loro sono in gran parte riempiti con pietrame minore. Ciò non toglie che, in alcuni punti, la muraglia raggiunga anche i sei metri d'altezza. Gran parte del materiale utilizzato, inoltre, non è il tradizionale calcare, ma un marmo locale bugnato, la puddinga, che conferisce al fortilizio un aspetto caratteristico e, probabilmente, unico. La fortificazione, quindi, potrebbe appartenere a un'epoca precedente ai contatti tra le popolazioni locali e le colonie greche della Magna Grecia; come detto, alla piena età del ferro.

L'Acropoli di Arpino, detta Civitavecchia, 627 m s.l.m., con lo sfondo della valle del Liri e dei Monti Ernici

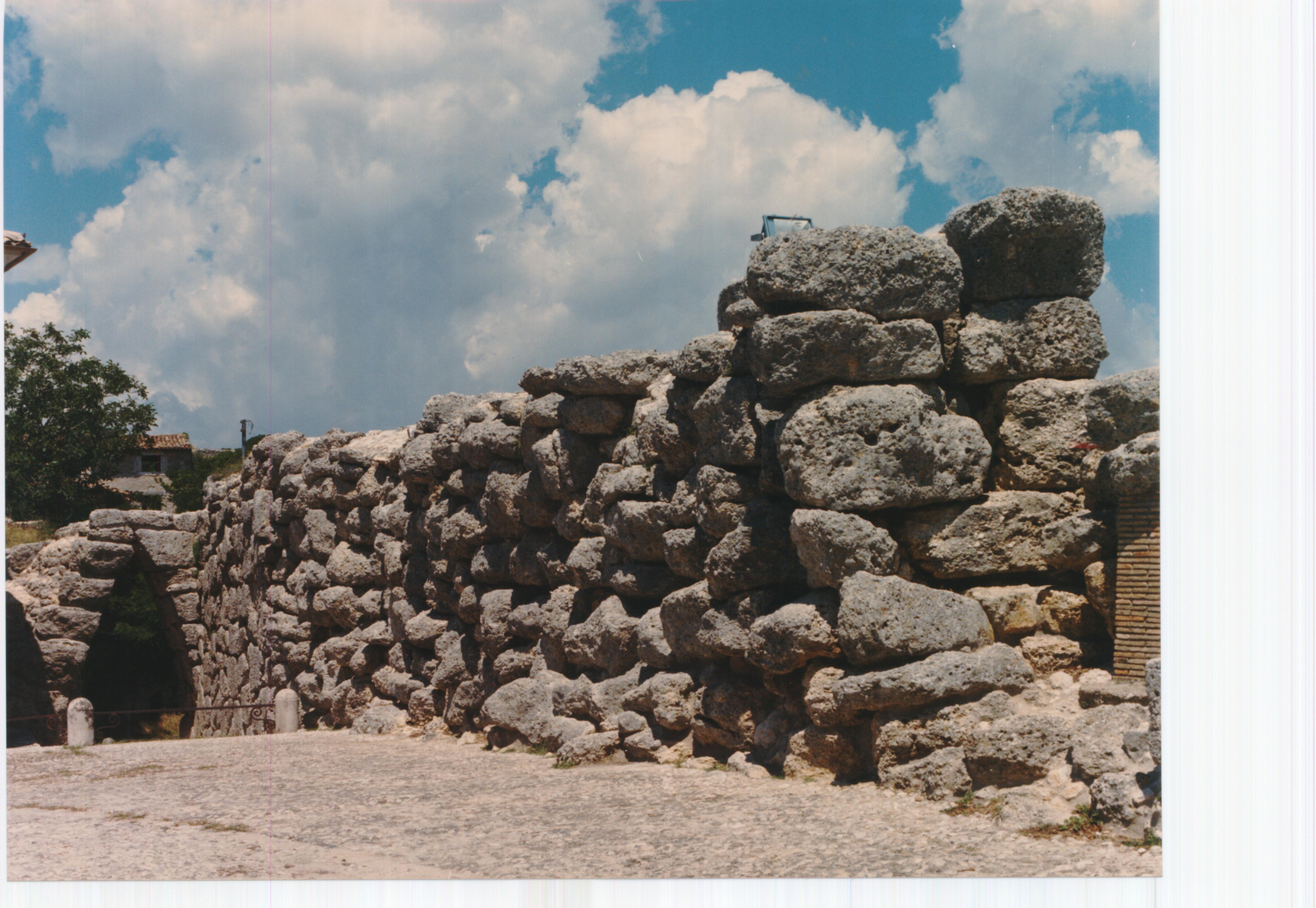
Arco a sesto acuto e tratto di mura poligonali della seconda maniera nell'Acropoli di Arpino

- Cori: La cinta misura poco più di 1850 metri e racchiude una superficie di circa 22 ettari[19].

In quanto a frequentazione, è uno dei luoghi meno decifrabili dei Monti Lepini. Lo stesso Livio (I secolo a.C.), quando annota la presenza degli aurunci a Cora e a Suessa Pomezia, intorno al 502-503 a.C., sembrerebbe non conoscere con precisione chi fossero i suoi abitatori o – al limite – lascerebbe intendere una presunta unità etnica tra i volsci e gli aurunci. L'indagine archeologica, comunque, ha sempre evidenziato l'esistenza, in antico, di due abitati ben distinti: l'acropoli, posta a 403 m., detta Cori “a monte” e l'abitato ai suoi piedi (250-300 metri s.l.m.), detto Cori “a valle”. L'antica Cora (al singolare) era forse il toponimo indicante la sola acropoli. Successivamente gli abitanti recinsero di mura megalitiche l'intero complesso. In base a quanto sopra, il suo impianto può essere datato all'epoca successiva all'impresa di Coriolano (488 a.C.) e, dunque, intorno ai primi decenni del V secolo a.C. In essa si aprono quattro porte (romana, ninfina, signina, e S. Muri; quest'ultima – forse – soltanto una postierla) e sono visibili otto torri, nella loro riedificazione medievale. All'interno della città sono inoltre presenti numerosi terrazzamenti, anch'essi in opera poligonale, in parte contemporanei alle mura, in parte risalenti alle successive ristrutturazioni urbanistiche dell'abitato (IV - III secolo), ma che in parte potrebbero anche risalire alle primitive muraglie difensive dell'acropoli o dei villaggi a valle.
- Ferentino: rimangono alcuni tratti delle mura, una portella ed un ponte con la base in opera poligonale.

Ferentino è circondata da un circuito di mura megalitiche, lungo 2,4 chilometri, che racchiudono una superficie di 27,2 ettari. Le mura comprendono tratti in tutte e quattro le maniere dell'opera poligonale, comprese le maniere intermedie: ciò dimostrerebbe la loro edificazione dal VI secolo a.C. sino alla conquista romana. Successivi rifacimenti furono realizzati in opera quadrata (Romani) e in epoca medievale. Nelle mura si aprono ben dodici porte. L'acropoli di Ferentino è realizzata su un basamento in opera poligonale di IV maniera, risalente, quindi, alla dominazione romana. La parte superiore è costituita da massi molto più piccoli, in opera molto simile alla quadrata. I suoi costruttori, Aulo Irzio e Marco Lollio, in una lapide dell'inizio del I secolo a.C., si sono attribuita la realizzazione dell'acropoli e del basamento, asserendo la profondità di quest'ultimo in 9,75 metri entro terra. Gli scavi archeologici, tuttavia, hanno dimostrato che le dichiarazioni di Irzio e Lollo non sono esatte, giacché il basamento è profondo soltanto otto metri. Molto probabilmente, quindi, l'acropoli risale a un periodo precedente, forse al II - III secolo a.C.
- Segni: a 668 metri d'altitudine sui Monti Lepini.

Posta in posizione tale da dominare il percorso della Valle del Sacco (oggi rappresentato dall'autostrada Roma-Napoli), Segni destò l'interesse del settimo re di Roma, Tarquinio il Superbo, che, intorno al 525 a.C., vi mandò una colonia con a capo suo figlio Tito, per controllarla. Per mantenere tale posizione strategica, tra la fine del VI sec. a.C. e gli inizi del V, si cinse Segni di una possente cinta di mura megalitiche, lunga oltre cinque chilometri (prima e seconda maniera). Secondo Filippo Coarelli tale notizia è perfettamente verosimile e confermata dalla datazione fornita dalle stratificazioni archeologice. Anche nel caso di Segni, tuttavia, sembra difficile che non ci sia stata una nuova occupazione volsca nel V secolo e gran parte del IV. Il percorso delle mura segue un tragitto irregolare, di difficile comprensione; peraltro, l'estensione della superficie racchiusa ci fa supporre che, all'epoca, all'interno delle mura, non fossero comprese solo strutture abitative. Al fine di sostenere gli assedi, è probabile che gli antichi costruttori vi avessero previsto spazi per il pascolo e l'allevamento del bestiame, stalle, ricoveri di armi e armenti, orti e coltivazioni.
- San Felice Circeo: i resti più antichi della cinta muraria includono il centro storico di S.Felice ed un muro di congiunzione con l'acropoli (di cui sopravvive un breve tratto), tutti realizzati nella prima maniera poligonale. L'attuale cinta dell'acropoli fu realizzate posteriormente nella terza maniera.

Inizialmente, anche l'acropoli doveva essere fortificata con mura della stessa tecnica di quella del centro storico. Se così non fosse, non si capirebbe la funzione che avrebbe avuto il muro di congiunzione, della stessa tecnica della recinzione della città bassa e, quindi, probabilmente contemporaneo a quest'ultima. Tali mura megalitiche dovrebbero risalire al pieno VI secolo e potrebbero essere tra le più antiche di tutto il Lazio, con la sola eccezione di quelle del Monte Carbolino, presso Sermoneta, di quelle dell'antica Praeneste e, forse,di quelle della Civitavecchia di Arpino. Si potrebbe invece attribuire alla metà del V secolo la datazione delle mura megalitiche di terza maniera che ancora oggi troneggiano sull'acropoli del Monte Circeo, alla quota di circa 350 metri sul livello del mare, in posizione strategica tale da consentire la visione contemporanea delle coste sud ed ovest e del Picco di Circe (513 m).

## Altri siti
- Amyclae
- Anagni
- Atina
- Cassino
- Formia
- Pirae
- Olevano Romano
- Pescorocchiano
- Sezze
- Sora
- Tora
- Veroli

## Opere difensive e religiose

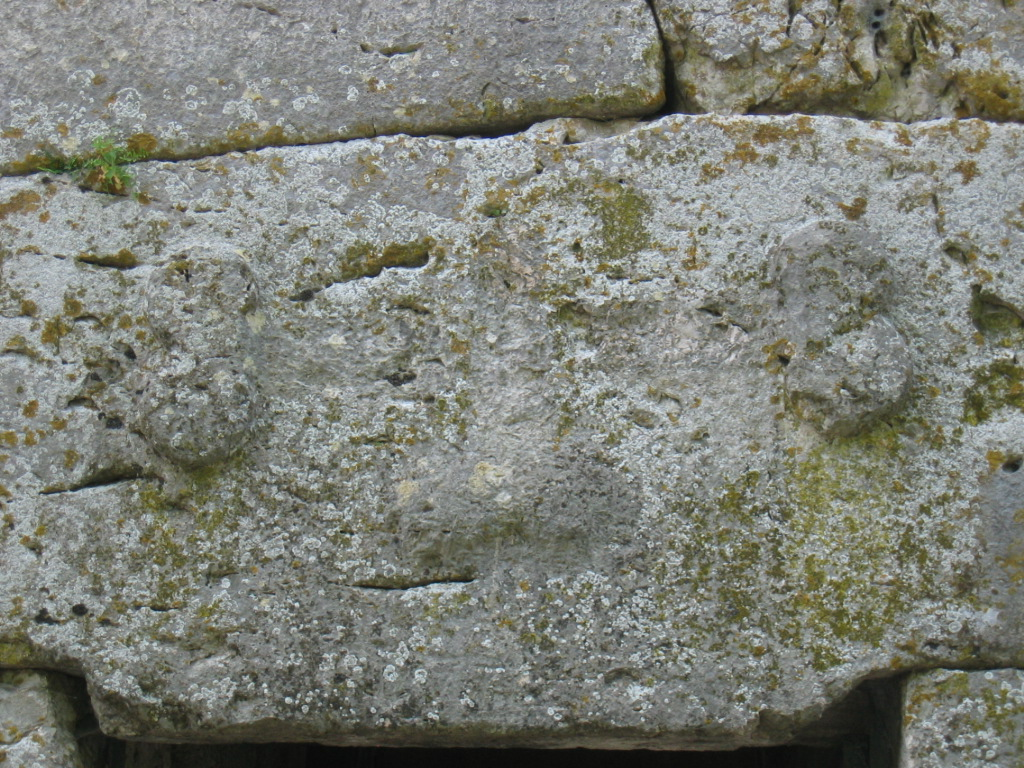
I tre falli scolpiti sull'architrave della Porta dei falli dell'Acropoli di Alatri.

È probabile che l'architettura megalitica fosse propria di tutti gli edifici nevralgici della città. La funzione difensiva è quindi primaria anche se esistono evidenze circa l'esistenza di logiche distinte. La funzione religiosa è per certo presente nell'ambito di queste costruzioni (caratteristiche comune a numerosi popoli dell'antichità in cui non si concepiva la distinzione tra potere civile, militare e religioso. In taluni casi (Acropoli di Alatri e di San Felice Circeo), sembra che sia la pianta stessa della struttura ad assumere un significato di astronomia; ripetuto è l'utilizzo di bassorielievi con simbolismi fallici come nel caso della Porta Minore di Alatri, il cui architrave è sormontato da tre falli in rilievo, o del casale ottocentesco di Grotte di Torri in Sabina costruito su una fortificazione megalitica e che presenta simili figure. Allo stesso mondo lungo il percorso delle mura si incontrano nicchie atte ad alloggiare le divinità locali (Alatri) o figure in bassorilievi dal significato sacro(sempre ad Alatri si può ammirare l'immagine di un ciclope presso Porta san Pietro e sul lato meridionale dell'Acropoli un bassorilievo di un'aquila. La contemporanea presenza di basamenti megalitici in corrispondenza di successivi edifici sacri prima romani e poi cristiani (come nel caso del Santuario della Fortuna Primigenia a Palestrina o dell'Abbazia di Montecassino) al di fuori dei centri abitati, lascia pensare quindi un ruolo anche sacramentale dell'architettura megalitica.

### Archeoastronomia
Recenti studi effettuati da Don Giuseppe Capone, uno studioso locale, hanno appurato che l'intero complesso edilizio di Alatri (mura e acropoli) sia stato concepito in base ad un unico progetto complessivo avente come centro esatto un punto dell'acropoli, ove è possibile osservare il sorgere del sole, al solstizio d'estate, in allineamento con lo spigolo di nord-est dell'acropoli stessa. Il sacerdote, inoltre, ha scoperto che, in tale punto, s'incrociano perfettamente le linee rette ideali che congiungono radialmente porte e torri della cinta muraria. Infine, i due lati obliqui del trapezio costituito dall'acropoli si congiungono idealmente in una porzione di cielo ove, esattamente, intorno al 1200 a.C., era ospitato il sistema delle costellazioni Centauro-Croce. Poiché la costellazione della Croce non è più visibile nell'emisfero settentrionale a partire dal 1000 a.C., si evincerebbe una funzione religiosa rituale dell'acropoli di Alatri precedente alla realizzazione della fortificazione megalitica.
L'archeoastronomia rivelerebbe l'esistenza di un unico progetto complessivo nella realizzazione della città bassa e dell'acropoli di San Felice Circeo. Lo studioso Sampieri Corrado, infatti, ha evidenziato che la linea dei raggi del sole al solstizio d'estate collega perfettamente l'angolo sud-ovest dell'acropoli con la porta principale della città bassa, passando per una costruzione ipogeica posta all'interno dell'acropoli; in tale giorno, inoltre, un raggio di sole penetra obliquamente nel foro di quest'ultima costruzione e va ad incrociare un punto della circonferenza della sua base sotterranea. La forma dell'acropoli e della città bassa, infine, coinciderebbe - rispettivamente - con quella delle costellazioni del Toro e di Perseo.
L'asse urbano della città di Norba è inoltre orientato con il tramonto del sole al solstizio d'estate.

## Porte ed Archi

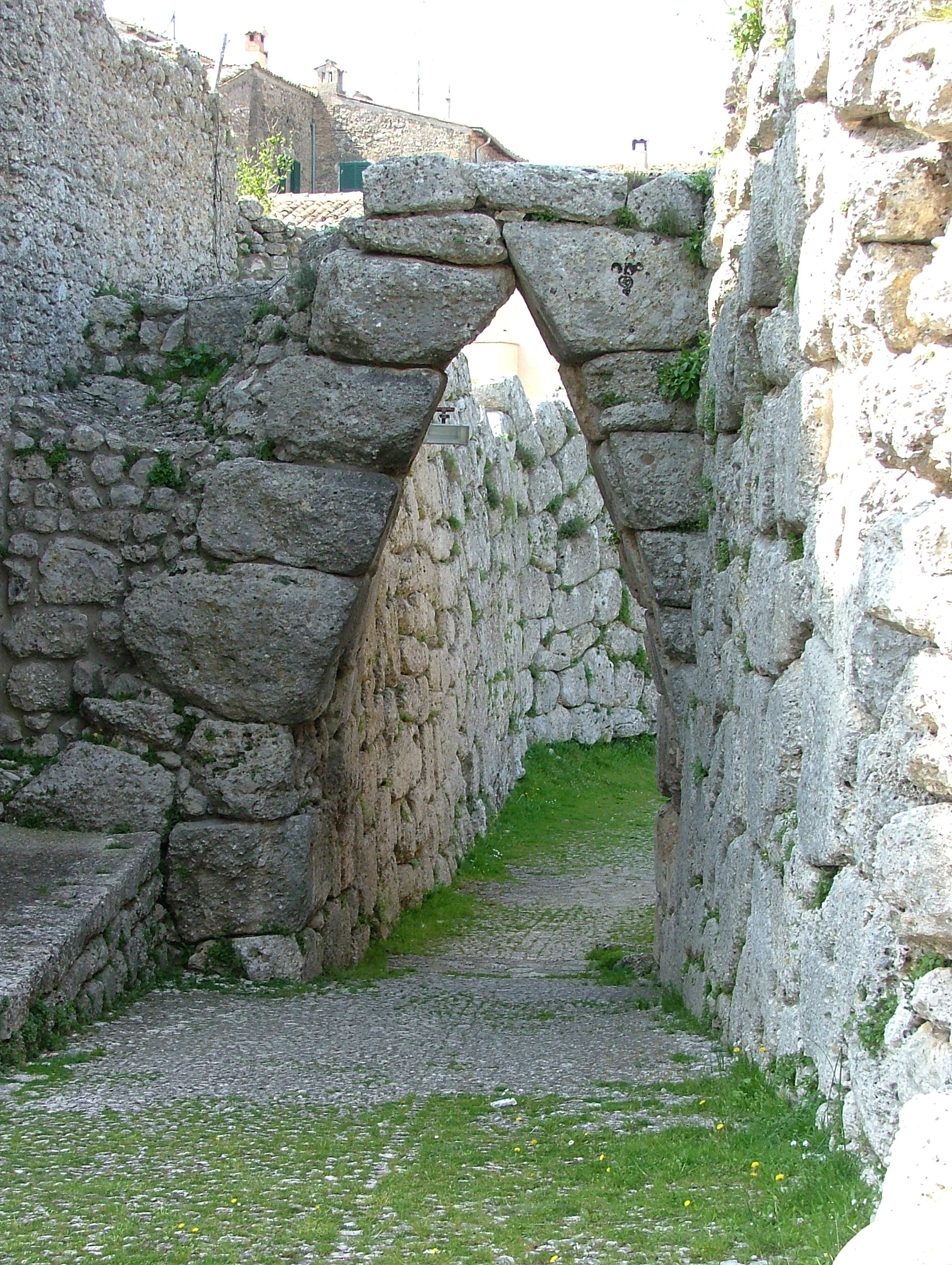
Acropoli di Arpino, arco a sesto acuto

- Segni: la Porta saracena, di forma trapezoidale, a ogiva, alta m. 3,10 (stipite sinistro) e larga alla base m. 3, per poi restringersi sino a m. 1,40. Lo stipite destro (alto m. 2,50) è costituito da due soli enormi blocchi poligonali; quello sinistro da tre. L'enorme architrave monolitico è lungo più di tre metri ed è ritenuto uno dei più grandi e pesanti monoliti del Lazio antico. È la realizzazione più spettacolare dell'intero circuito murario signino.
- La porta d'ingresso della Civitavecchia di Arpino, con la sua conformazione a sesto acuto o, meglio, a ogiva, è una realizzazione che mozza il fiato, per la sua magniloquenza e arcaicità. Posta in un saliente che obbligava gli assalitori a esporre ai difensori della città il fianco destro, non difeso dallo scudo, la sua apertura misura 4,20 metri ed è ottenuta restringendo sempre più i blocchi di marmo che la compongono, appositamente tagliati. Ne risulta una struttura priva di architrave monolitico (presenti nelle porte di Segni, Alatri etc.), ma comunque coperta. Tale tecnica di copertura risulta come uno spicchio di falsa cupola e, pur non finalizzata alla realizzazione di una torre circolare, è la stessa utilizzata dai sardi dell'età del bronzo per la costruzione dei nuraghi.
- Nelle mura di Ferentino, la struttura che impressiona maggiormente, è la Porta sanguinaria, eccezionale esempio di opera poligonale di III maniera; fu poi rialzata e trabeata ad arco in opera quadrata e, infine, dotata di merli medioevali. Stupefacente è anche la fattura della Porta pentagonale, così chiamata in quanto, a metà della sua altezza, i blocchi di calcare formano un arco a ogiva, o a sesto acuto, dandole l'aspetto - appunto - di un pentagono. Posta tra la “sanguinaria” e Porta stupa, trattasi, a dir vero, di una falsa porta, almeno allo stato attuale. È, infatti, sbarrata al suo interno da grossi massi informi, di cui s'ignora se per motivi accidentali o perché deliberatamente posizionati dall'uomo. Una postierla potrebbe condurre all'interno della città, sino all'Acropoli, di sotto a un percorso sotterraneo architravato, anch'esso adesso ostruito. Per motivi di sicurezza, ne è interdetto l'accesso.

## Galleria d'immagini

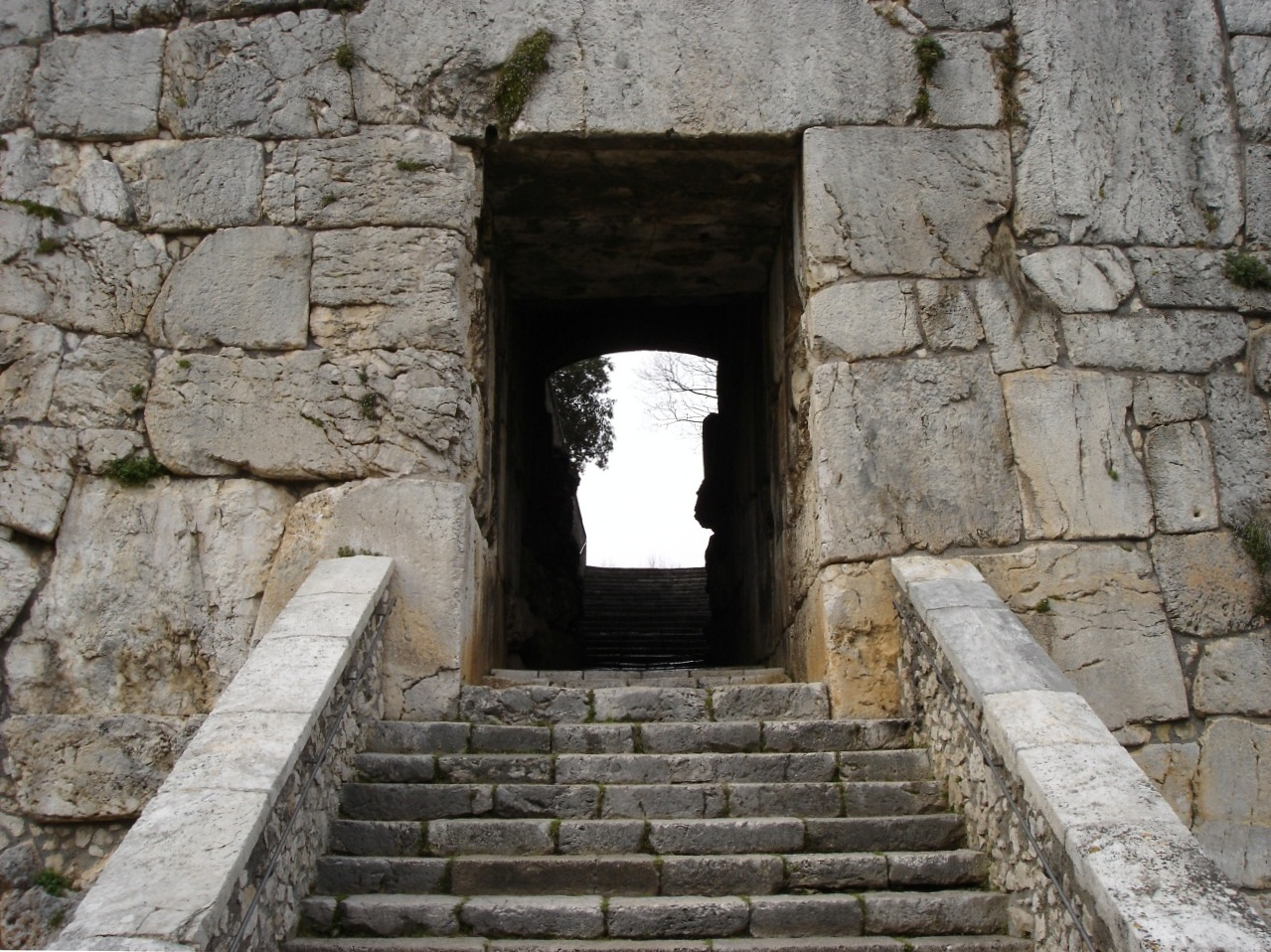
Alatri: Porta Maggiore
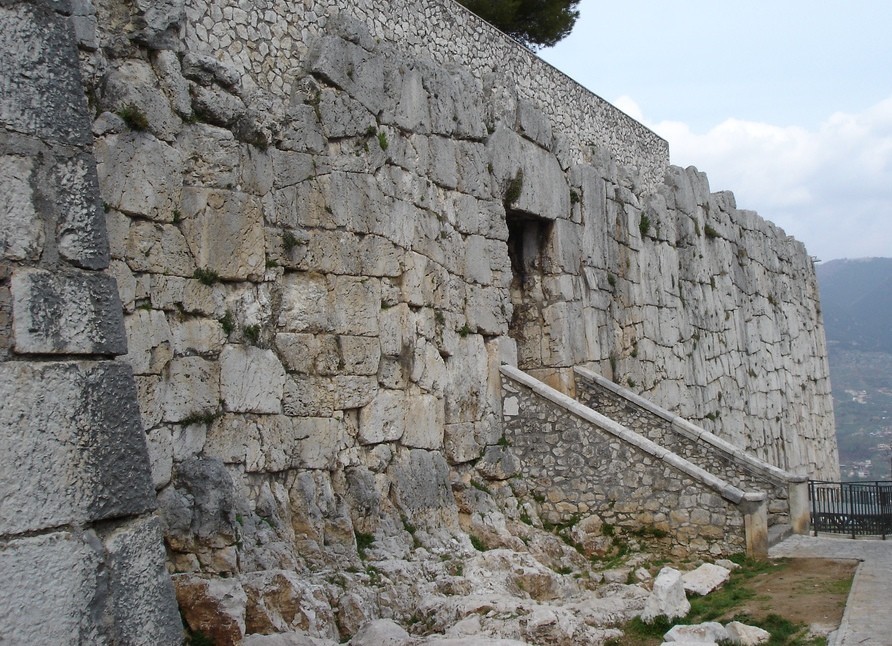
Alatri: Il tratto sudorientale delle mura dell'Acropoli
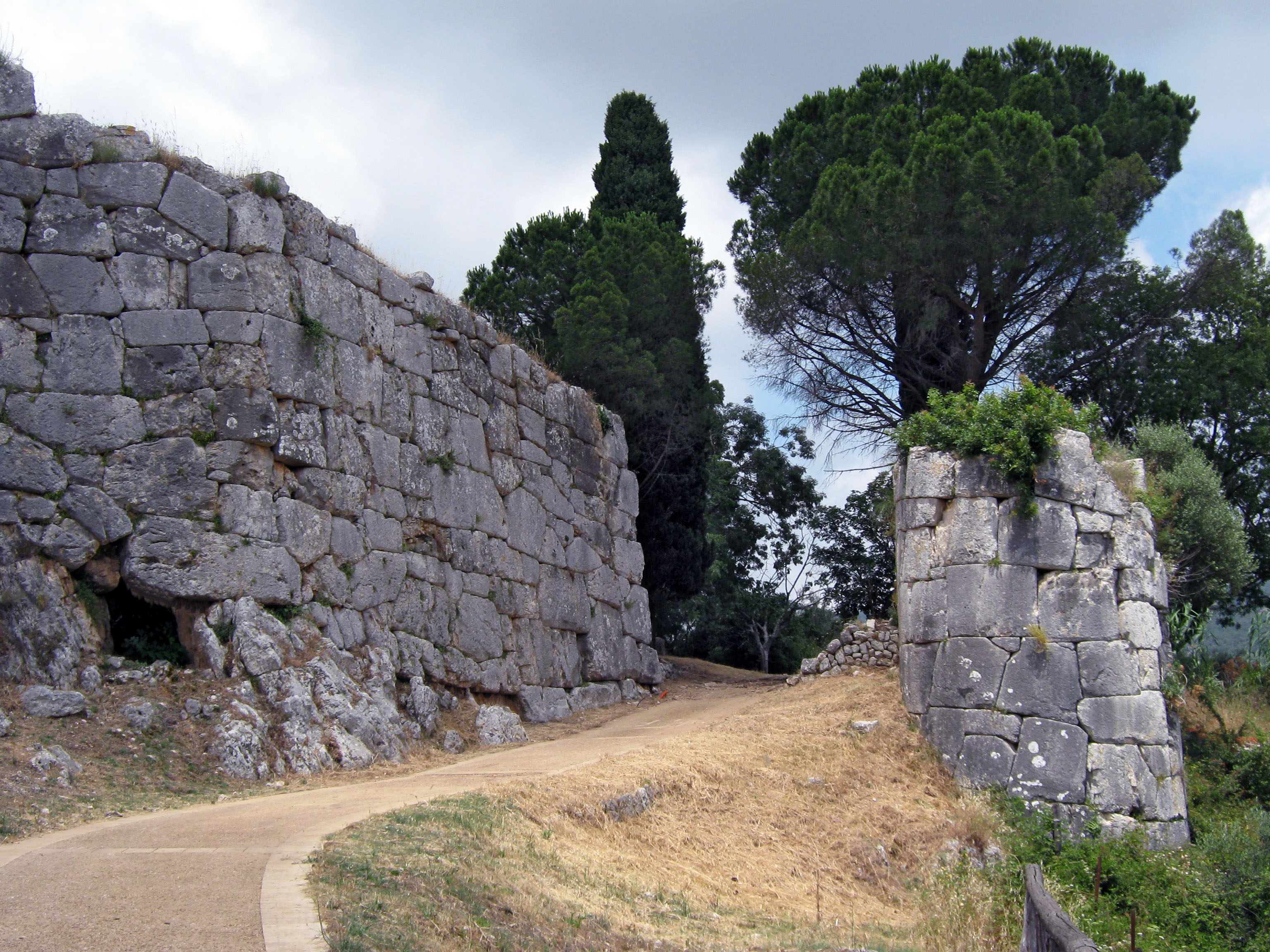
Porta maggiore dell'antica città di Norba
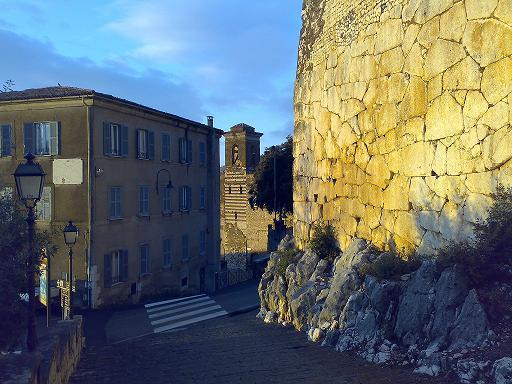
Cori: terrazzamenti interni in opera poligonale (III maniera)
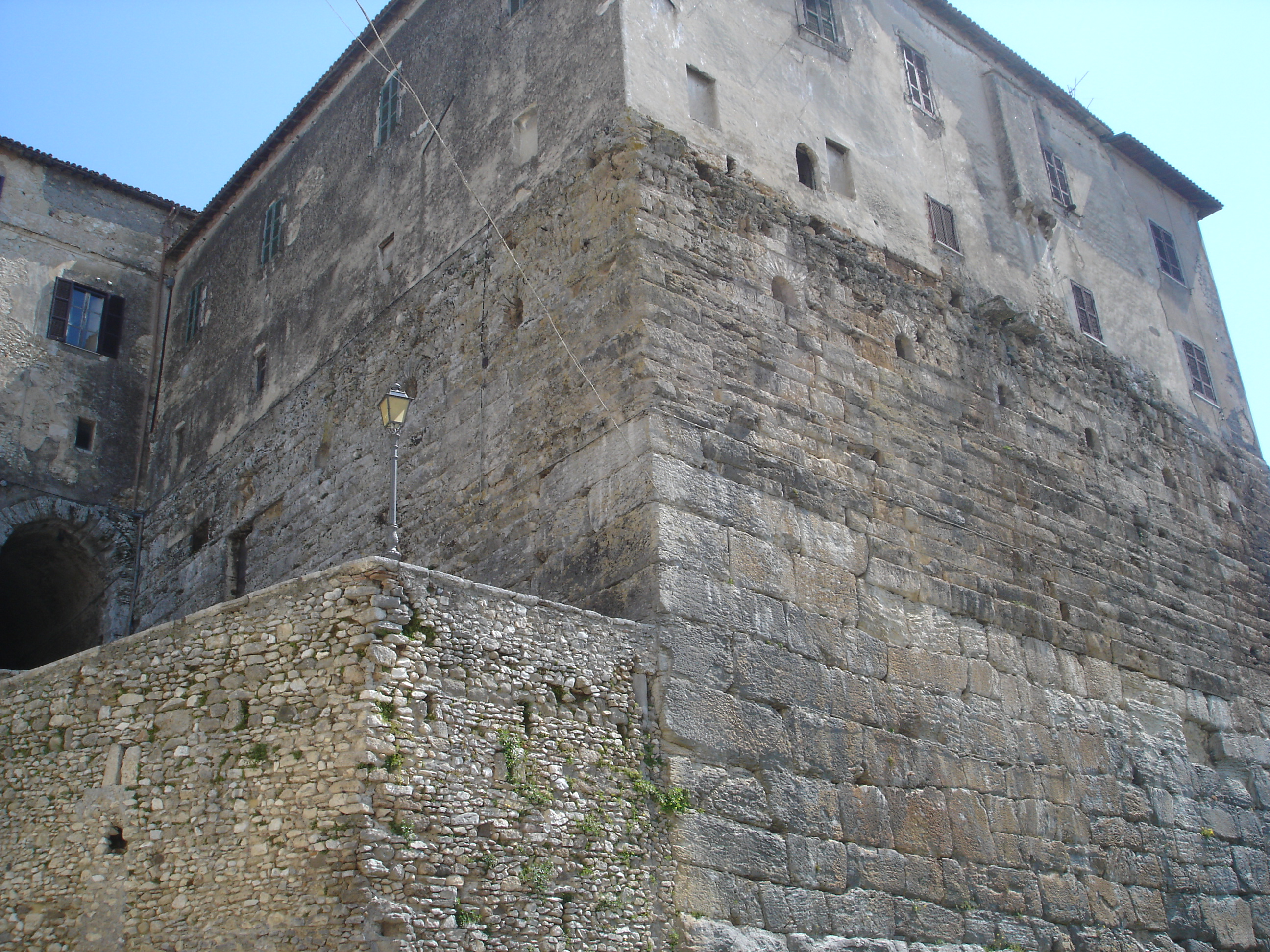
Ferentino: Acropoli.
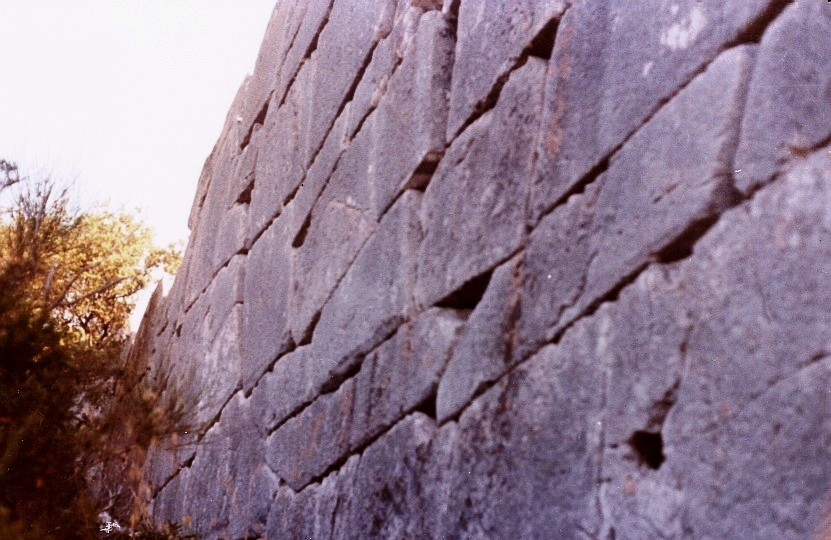
San Felice Circeo: faccia esterna delle mura dell'acropoli.